# Gościszewo (przystanek kolejowy)
Gościszewo – przystanek osobowy w Gościszewie w powiecie sztumskim, w Polsce.

## Ruch pasażerski
| Rok  | Wymiana pasażerska na dobę |
| ---- | -------------------------- |
| 2017 | 0-9                        |
| 2022 | 0-9                        |

## Połączenia
- Grudziądz
- Kwidzyn
- Malbork